# Chiesa di San Pietro (Grosseto)
La chiesa di San Pietro è il più antico edificio religioso della città di Grosseto.

## Ubicazione
La chiesa si trova lungo corso Carducci, la principale via del centro storico cittadino, nei pressi del crocevia che conduce verso le vicine chiese dei Bigi e di San Francesco.

## Storia

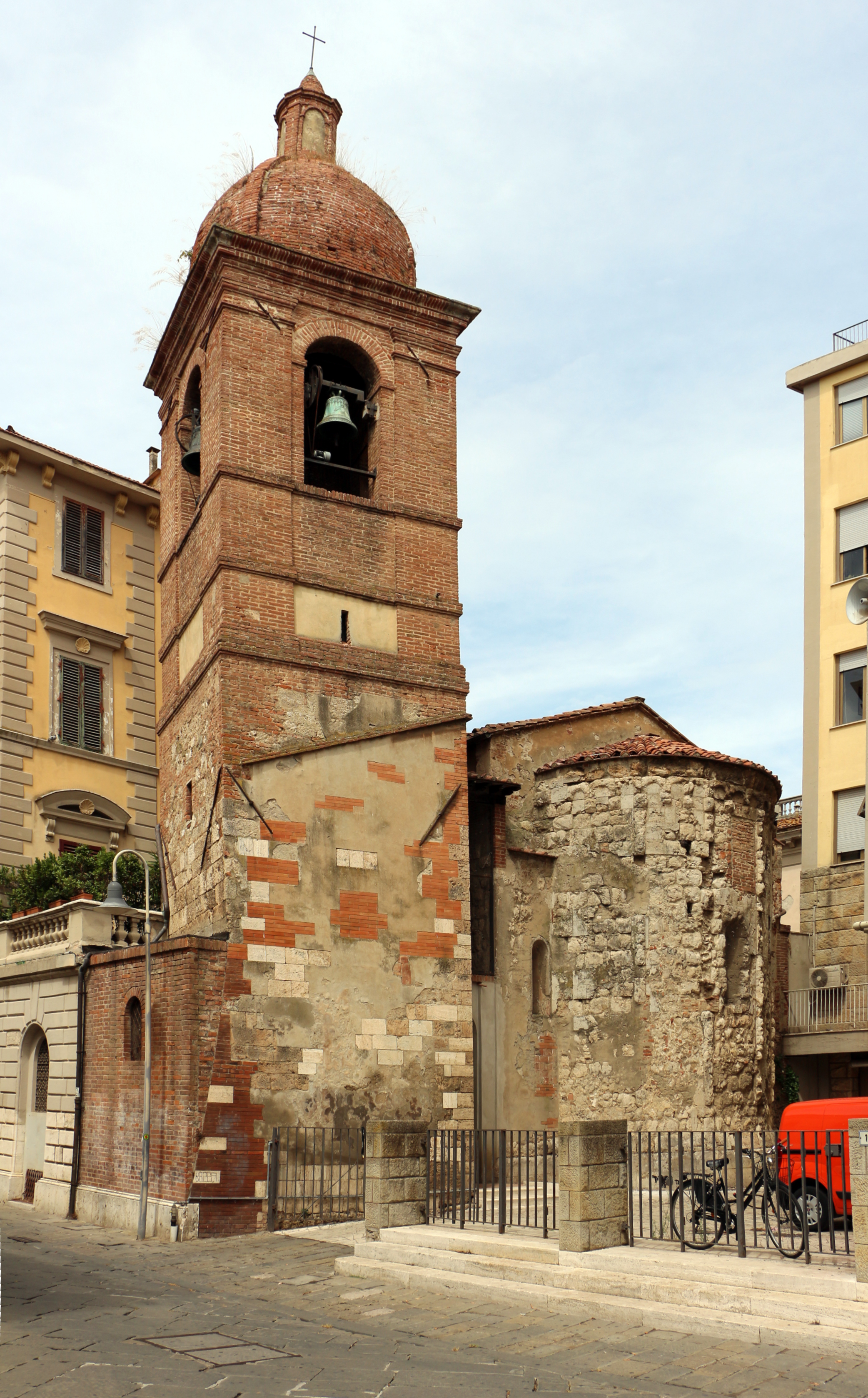
Il campanile e l'area absidale

La chiesa di San Pietro fu edificata in epoca altomedievale come chiesa stazionale plebana lungo il tratto della via Aurelia. L'antica via consolare romana attraversava, infatti, il centro cittadino, seguendo l'attuale percorso di corso Carducci, che congiunge piazza Dante a Porta Nuova. La posizione della chiesa era all'estremità settentrionale del centro storico medievale e si trovava sullo stesso asse, alla cui estremità opposta meridionale sorgeva la perduta chiesa di San Giorgio. Inoltre, la distanza tra queste due chiese lungo la direttrice nord-sud era identica a quella che intercorreva tra la chiesa di San Michele e la chiesa di Santa Lucia, entrambe scomparse, lungo l'asse ovest-est.
Ricordata nella bolla di papa Clemente III del 1188, pare risalire originariamente all'VIII secolo, anche se ha subito sostanziosi ampliamenti tra il IX e il XII secolo e l'aspetto attuale è dovuto in parte ad alcuni restauri seicenteschi e settecenteschi, mentre il campanile è stato innalzato nel 1625, al posto di una preesistente torre campanaria o a completamento di un'opera rimasta incompiuta nel tempo.
Alcuni restauri della facciata furono effettuati nel 1911 ad opera di Lorenzo Porciatti, mentre nel 1952 si segnalano alcuni grossolani interventi nell'interno poi eliminati durante l'ultimo ciclo di restauri realizzati tra il 2004 e il 2005 ad opera dell'architetto Alberto Vero.

## Descrizione

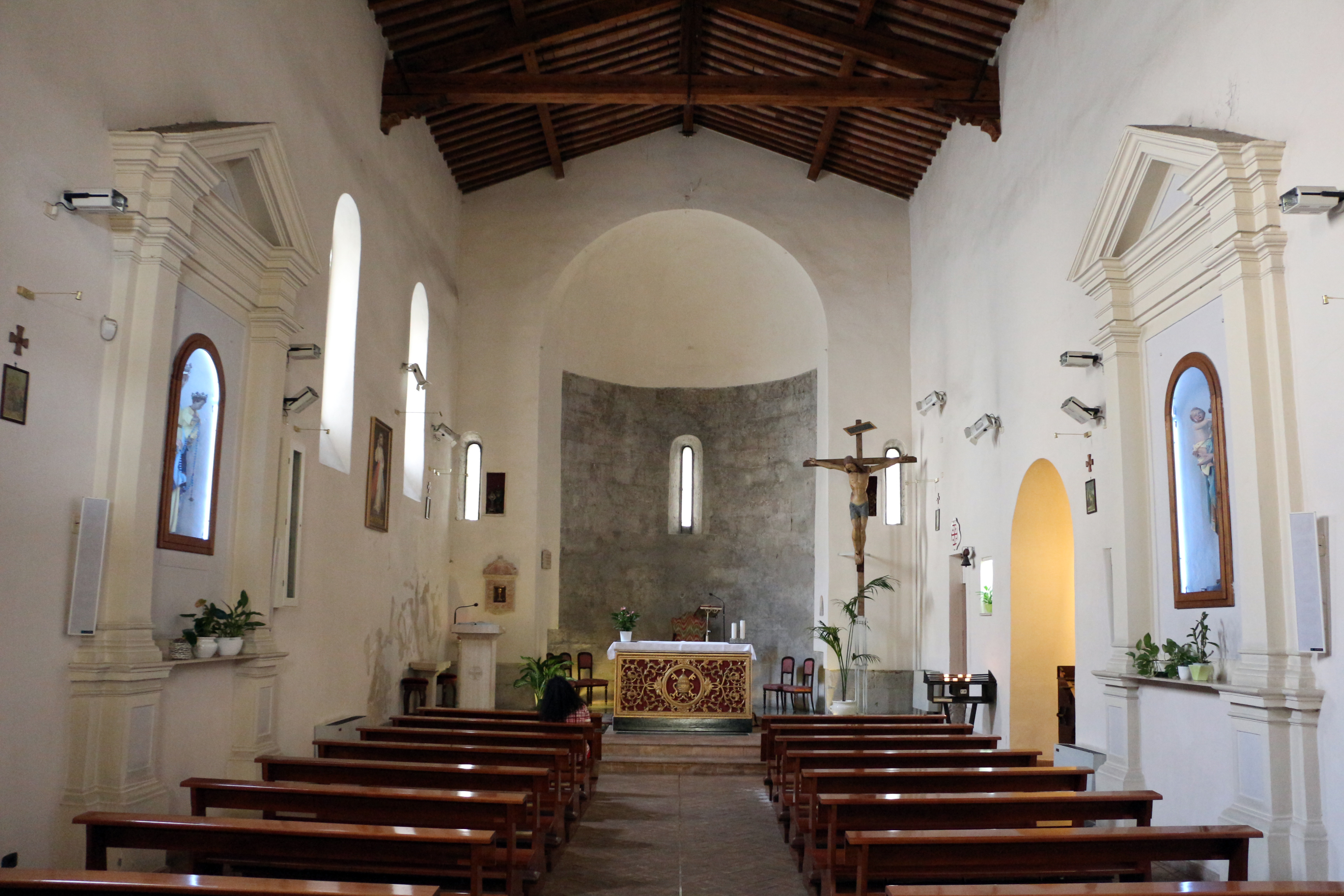
Interno

La chiesa di San Pietro si caratterizza per l'abside in stile romanico dalla caratteristica forma semicircolare; le pareti esterne si presentano in pietra, ove sono ben visibili alcuni blocchi in travertino che spezzano a tratti il rivestimento primario. Il campanile seicentesco in laterizio si innalza a destra dell'area absidale, poggiando su un basamento in pietra di probabile epoca medievale; alla sommità della torre campanaria si eleva una piccola cupola.
Il fianchi laterali dell'edificio religioso sono occultati da una serie di palazzi e fabbricati che hanno quasi completamente inglobato l'antica chiesa.
La facciata presenta il portale preceduto da una coppia di scalini e affiancato da due lesene, culminanti entrambe con un capitello sommitale.
Sopra il portale, la facciata si presenta interamente intonacata e, nella parte centrale, si apre una bifora, spartita da una colonnina centrale provvista di pregevole capitello; in alto, un'ulteriore piccola apertura circolare precede l'arco a tutto sesto.
La parte sommitale della facciata è coronata da una serie di piccoli archi ciechi, che poggiano su mensole leggermente sporgenti verso l'esterno.
Di fianco alle lesene che delimitano il portale, sono presenti sulla facciata quattro bassorilievi (due per ogni lato), databili tra il periodo bizantino e l'epoca altomedievale. Un bassorilievo raffigura elementi vegetali (un fregio a palmette), su un altro è scolpita una figura umana (presumibilmente san Leonardo), mentre gli altri due si caratterizzano per una serie di animali (un cane in corsa ed un'aquila).
L'interno della chiesa si presenta a navata unica, con gli originari elementi stilistici romanici oramai perduti, a seguito di vari interventi di ristrutturazione che si sono susseguiti nel corso dei secoli.

## Formelle della chiesa

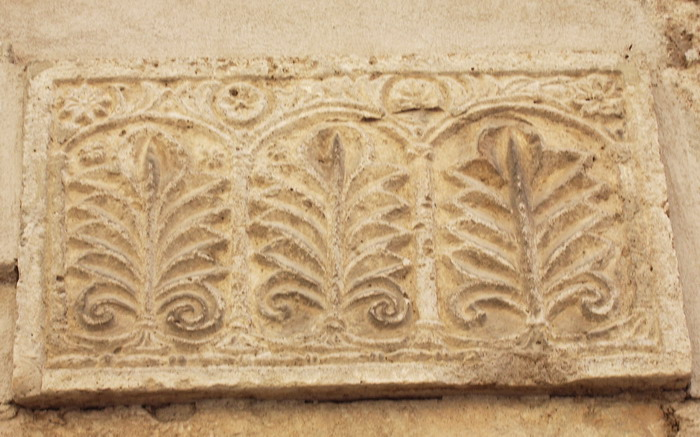
Formella mediale sinistra
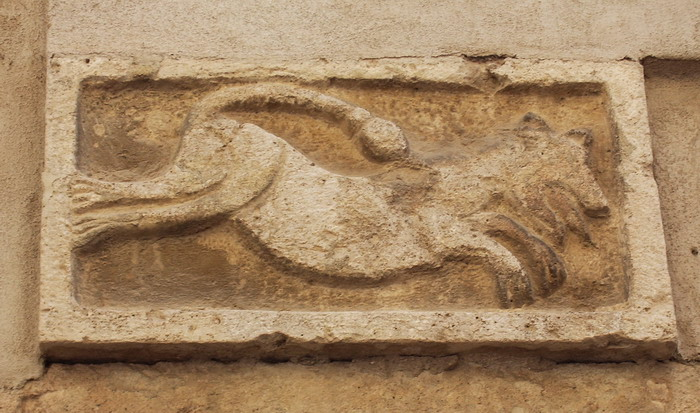
Formella laterale sinistra
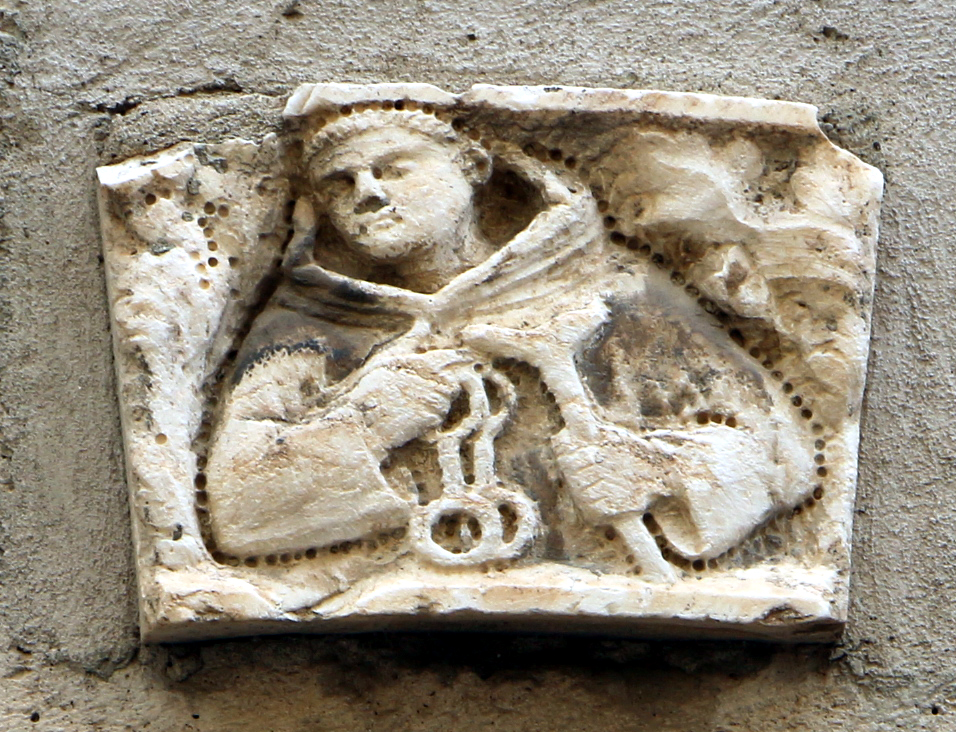
Formella mediale destra
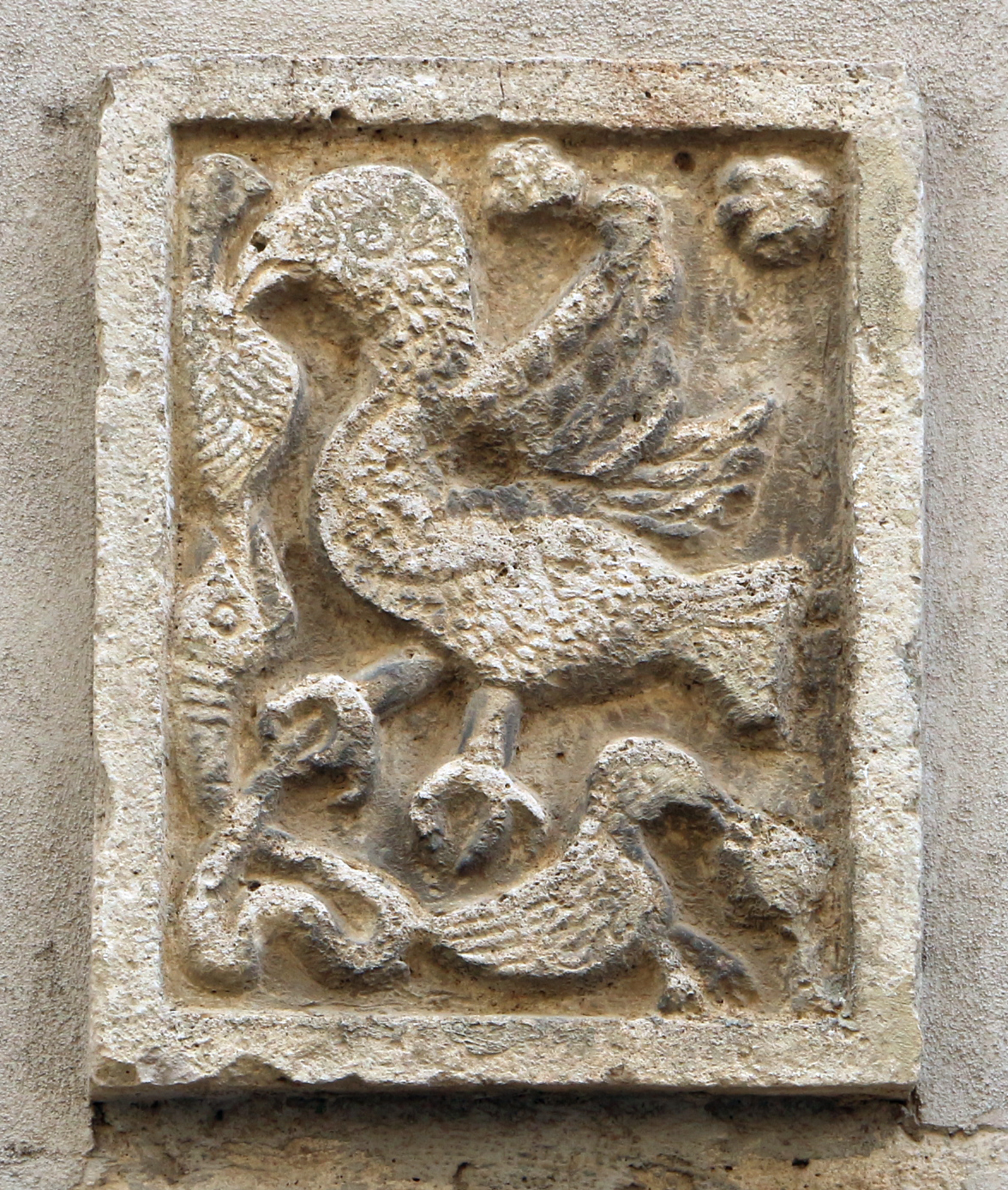
Formella laterale destra